# 19694 Dunkelman
19694 Dunkelman (1999 RX230) là một tiểu hành tinh nằm phía ngoài của vành đai chính.